# Lapeirousia abyssinica
Lapeirousia abyssinica är en irisväxtart som först beskrevs av Robert Brown och Achille Richard, och fick sitt nu gällande namn av John Gilbert Baker. Lapeirousia abyssinica ingår i släktet Lapeirousia och familjen irisväxter. Inga underarter finns listade i Catalogue of Life.